# Le Fossé
Pour les articles homonymes, voir Fossé.
Le Fossé est une ancienne commune française située dans le département de la Seine-Maritime, en région Normandie.
Elle fusionne le 1er janvier 2016 avec Forges-les-Eaux.

## Géographie
La commune est située à une altitude moyenne de 183 mètres. Les communes qui l'entourent sont La Bellière, Le Thil-Riberpré, Forges-les-Eaux, Longmesnil et Sergueux. La forêt de Bray se trouve à environ 3 km. Le Fossé est en outre distant de 11 km du parc naturel régional des Boucles de la Seine normande. Les cours d'eau de la commune sont nombreux : la rivière L'Epte et les ruisseaux de Mesangueville et du Moulin Breteau sont les principaux, mais il y a aussi les ruisseaux de La Longue-Traine, des Burettes, de la Moussee et De Pont Bain. Le climat est océanique avec des étés tempérés. La commune a été victime d'inondations, de coulées de boue et de glissements de terrain lors de la tempête de fin 1999.
Enfin, la commune est à 100 km de Paris.

## Toponymie
Le nom de la localité est attesté sous la forme Fossatum au XIIe siècle. 
Historiquement, la commune a porté le nom de Lefossé à partir de 1793 pour prendre le nom de Le Fossé en 1801.
Le mot fossé est visiblement employé dans le sens, normand, de talus, qui évoque peut-être un ancien ouvrage fortifié. Ce village se trouvait sur l'ancienne frontière orientale du duché de Normandie, qui passait en deçà de la limite actuelle de la Seine-Maritime et de l'Oise.
En fait, le fossé, a longtemps désigné à la fois le creux et le remblai qui le longe ; la circonvallation, à l'abri de laquelle se protégeait l'habitat, associe fossé et remblai.

## Histoire
Le 1er janvier 2016, les communes de Forges-les-Eaux et du Fossé fusionnent sous le régime juridique des communes nouvelles. L'ensemble ainsi formé reprend le toponyme de Forges-les-Eaux.

## Politique et administration
| Période                                  | Période       | Identité                 | Étiquette | Qualité                                           |
| ---------------------------------------- | ------------- | ------------------------ | --------- | ------------------------------------------------- |
| Les données manquantes sont à compléter. |               |                          |           |                                                   |
|                                          |               |                          |           |                                                   |
|                                          | 1879          | Abel de Bosmelet         |           |                                                   |
| 1879                                     |               | Antoine Solitaire Dupuis |           |                                                   |
|                                          |               |                          |           |                                                   |
| 1945                                     | 1982          | Maurice Decorde          |           |                                                   |
| 1982                                     | 2001          | Augustin Delettre        |           |                                                   |
| mars 2001                                | 2008          | Jules Baudrin            |           | Retraité                                          |
| mars 2008                                | décembre 2015 | Lionel Lemasson          |           | Entrepreneur Maire délégué du Fossé (2016 → 2020) |

## Démographie
L'évolution du nombre d'habitants est connue à travers les recensements de la population effectués dans la commune depuis 1793. À partir du 1er janvier 2009, les populations légales des communes sont publiées annuellement dans le cadre d'un recensement qui repose désormais sur une collecte d'information annuelle, concernant successivement tous les territoires communaux au cours d'une période de cinq ans. 
Pour les communes de moins de 10 000 habitants, une enquête de recensement portant sur toute la population est réalisée tous les cinq ans, les populations légales des années intermédiaires étant quant à elles estimées par interpolation ou extrapolation. Pour la commune, le premier recensement exhaustif entrant dans le cadre du nouveau dispositif a été réalisé en 2006,.
En 2013, la commune comptait 497 habitants, en évolution de +10,2 % par rapport à 2008 (Seine-Maritime : +0,48 %, France hors Mayotte : +2,49 %).
| 1793 | 1800 | 1806 | 1821 | 1831 | 1836 | 1841 | 1846 | 1851 |
| ---- | ---- | ---- | ---- | ---- | ---- | ---- | ---- | ---- |
| 322  | 482  | 436  | 451  | 540  | 543  | 506  | 512  | 482  |

| 1856 | 1861 | 1866 | 1872 | 1876 | 1881 | 1886 | 1891 | 1896 |
| ---- | ---- | ---- | ---- | ---- | ---- | ---- | ---- | ---- |
| 450  | 461  | 477  | 416  | 435  | 427  | 445  | 481  | 482  |

| 1901 | 1906 | 1911 | 1921 | 1926 | 1931 | 1936 | 1946 | 1954 |
| ---- | ---- | ---- | ---- | ---- | ---- | ---- | ---- | ---- |
| 488  | 463  | 467  | 459  | 465  | 485  | 479  | 493  | 429  |

| 1962 | 1968 | 1975 | 1982 | 1990 | 1999 | 2006 | 2011 | 2013 |
| ---- | ---- | ---- | ---- | ---- | ---- | ---- | ---- | ---- |
| 386  | 384  | 377  | 303  | 359  | 381  | 444  | 495  | 497  |

## Économie
La commune compte des activités de culture et de production animale.

## Culture locale et patrimoine

### Lieux et monuments
- Église Saint-Pierre-et-Saint-Paul.
- Château, construit en brique et pierre, à la fin du XVIIIe siècle. La seigneurie du Fossé est achetée en 1599 par la famille Thomas, qui prend le nom de Thomas du Fossé, et conserve le château jusqu'en 1936 [11].

### Équipements culturels
Le musée Mathon-Durand (arts décoratifs, histoire, technique et industrie) est situé à environ 17 km de la commune, à Neufchâtel-en-Bray.

### Produits du terroir
Le Fossé est sur le territoire du fromage neufchâtel, du calvados et du pommeau.

### Personnalités liées à la commune
- Pierre Thomas du Fossé (1634-1698) savant et écrivain janséniste.